# رود تونگوئو
رود تونگوئو (روسی: Тонгуо) یک رودخانه در استان یاقوتستان کشور روسیه است.